# كورنيش القطيف

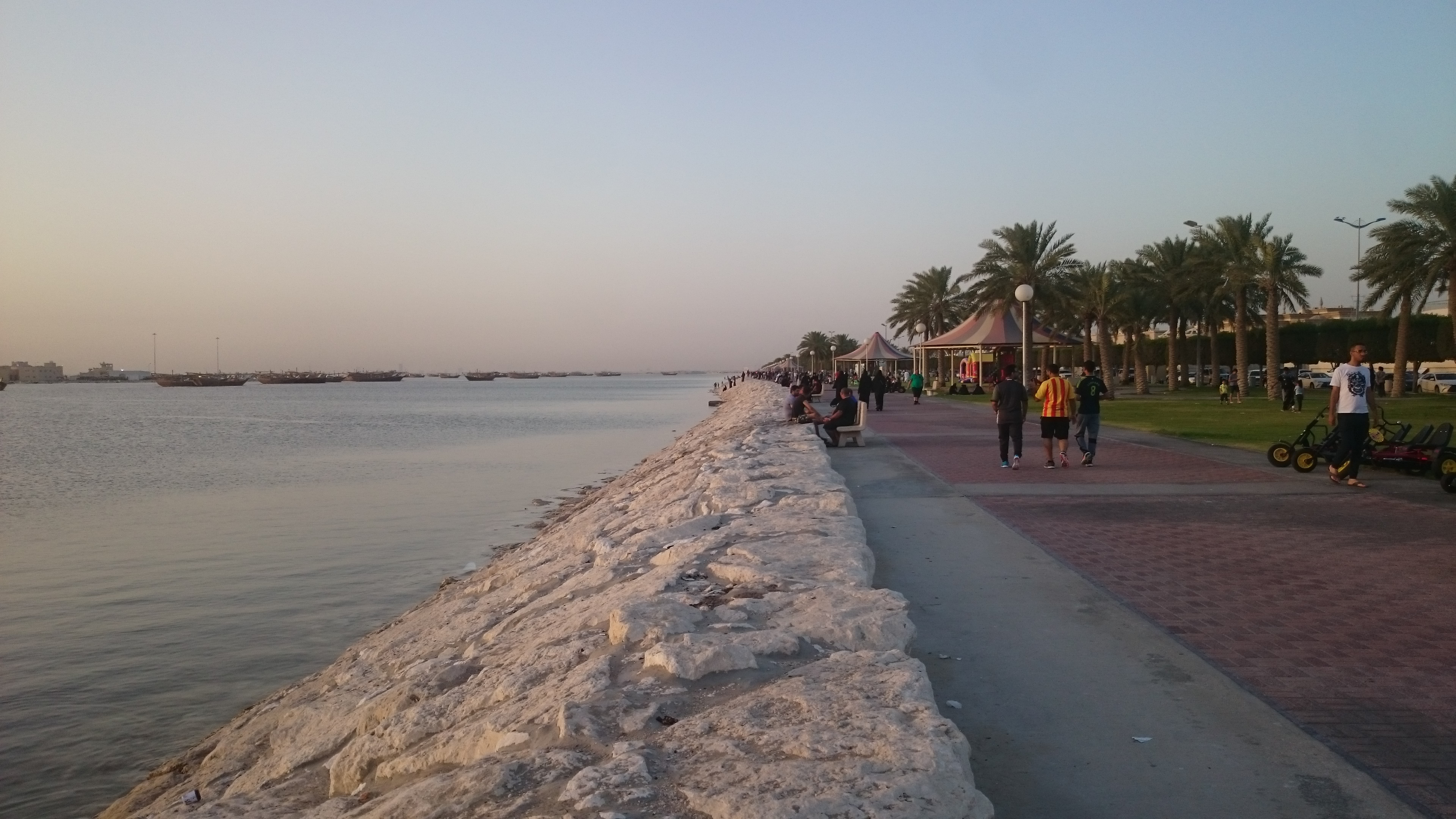
كورنيش القطيف في صيف 2017م.

يقع كورنيش القطيف على الساحل الشرقي من محافظة القطيف في خليج تاروت، غرب الخليج العربي. يمتد كورنيش القطيف على مدى 8 كيلومترات، وتتخلله الجسور الواصلة بين مدينة القطيف وجزيرة تاروت: جسر الأئمة، جسر المشاري-الناصرة، جسر الخامسة-الناصرة. أجزاء الساحل المفصولة من هذه الجسور هي كورنيش الخامسة وكورنيش المجيدية. ويرتبط امتداد كورنيش القطيف مع كورنيش سيهات. تتوزع على كورنيش القطيف وحدات ألعاب الأطفال، ويُعتبر نقطة تجمع شبابية محلية ومنطلق لإقامة فعاليات ومهرجانات عددة. يشترك الكورنيش مع مرفأ جزيرة سوق السمك، لذا فإن مراكب صيد قديمة الطراز (تدعى اللنج أو اللنجة) تكون مقابلةً للواجهة البحرية الخاصة بالكورنيش.

## التأسيس
وُضع حجر أساس كورنيش مدينة القطيف عام 1998، على يد أمير المنطقة الشرقية السابق الأمير محمد بن فهد بن عبد العزيز آل سعود. تزامن ذلك مع وضع حجر أساس كورنيش سيهات. وفي اليوم نفسه وُضع حجر أساس قلعة القطيف الترفيهية، ومجمع القطيف الواقع غرب القلعة الترفيهية، إضافة إلى تدشين طريق أُحد المعروف بـ “شارع الهدلة”. وفي 1999؛ تمّ افتتاح الكورنيش، على يد الملك عبدالله بن عبدالعزيز آل سعود، وقد كان وقتئذ وليّاً للعهد.

## الطرق والبنية التحتية

### الجسور
يتخلل كورنيش القطيف ثلاث جسور:
- جسر الأئمة: ويسمى أيضاً بجسر تاروت وهو جسر بحري يربط بالمنطقة الخامسة والمجيدية في البر الرئيسي لمحافظة القطيف إلى منطقة الشاطئ الواقعة في جزيرة تاروت، ويوجد بمنطقة الشاطئ مجمع القطيف ستي مول.
- جسر المشاري-الناصرة: جسر خرساني بحري يربط بين حي المشاري بتاروت والقطيف عبر حي الناصرة افتتح في 29 رمضان 1436هـ بتكلفة 78 مليون ريال سعودي ويبلغ طول الجسر 500 متر وعرض 30 متراً ويبلغ الارتفاع أسفل الجسر حتى أعلى مستوى للمياه 3.80 متر، ويقدر الجزء المغمور المفتوح على مياه الخليج 350 متراً، والارتفاع أسفل الجسر حتى أقل مستوى للمياه 4.90 متر ويحتوي الجسر على ثلاثة مسارات ويحتوي أيضاً مسار مخصص للمشاة أسفل الجسر على شكل نفق.[4]
- جسر الخامسة-الناصرة: ويسمى محلياً باسم جسر السيدة زينب بنت الإمام علي، هو جسر خرساني يربط بين منطقة الخامسة والناصرة، يتقاطع مع شارع أحد، افتتح في أكتوبر/تشرين الثاني عام 2015م بتكلفة تبلغ 57 مليون ريال، ويبلغ طوله 750 متر، يشمل عدة مخارج تتصل بشارع أحد.[5]

### الطرق
- كوبري طريق الخليج: ويربط شمال كورنيش القطيف (كورنيش الخامسة) بجنوب كورنيش القطيف (كورنيش المجيدية).[6]

## الأنشطة والفعاليات
يُقام في كورنيش القطيف العديد من الأنشطة من قبل المهرجانات الدورية في الأعياد والمناسبات. من ضمنها:
- مهرجان أضواء النيون: يشتمل على عروض فنية، بالإضافة إلى ألعاب كرنفالية وعروض سيارات الميني كوبر وركن للأطفال وعربات الطعام.
- مسرحية سالي فتاة الريف: مسرحية موجهة للأطفال.
- مسرحية تسجيل دخول: مسرحية موجهة للبالغين.
- برنامج السلامة المرورية: برنامج تثقيفي عن أساسيات القيادة السليمة.
- أطياف الطيور: مجموعة عصافير وطيور نادرة.
- خواطر الظلام: فرقة استعراضية لفن الضوء والظل.
- مسرحية ألوان الرمال: مسرحية قصصية بالرسم، حيث يقوم الفنان بإلقاء تجربة ما للجمهور ثم تمثيل هذه القصة وعرضها على قاعدة الرسم بالرمل.

### فعالية يوم العصيدة القطيفي (2014-2018)
فطور جماعي أسبوعي يُقام كل يوم سبت، يجتمع فيه الأهالي المحليون بتقديم وجبات شعبية لمرتادي الكورنيش. انطلقت الفعالية في 2014م واستمرت لثلاث سنوات حتى توقفت بعد انتقالها إلى سيتي مول القطيف. إضافةً إلى طبق العصيدة الرئيس، تُقدَّم أيضاً أطباق شعبية أخرى كالعفوسة وخبز الرقاق (انظر أيضاً: المطبخ القطيفي).

## المهرجانات
| المهرجان             | الزمان                      | الجهة المنفذة         | الهدف               | سنة انطلاق المهرجان | الحالة | الموقع الرسمي     |
| -------------------- | --------------------------- | --------------------- | ------------------- | ------------------- | ------ | ----------------- |
| مهرجان قطيفنا خضراء  | فصل الربيع (شهر ربيع الأول) | جمعية العطاء النسائية | الحفاظ على البيئة   | 2009                |        | لا يوجد           |
| مهرجان واحتنا فرحانة | عيد الفطر                   | [1]                   | الاحتفال بعيد الفطر | 2010                |        | qatiffestival.com |

## وصلات خارجية
- صور لبداية تأسيس كورنيش القطيف في 1999م على صحيفة صبرة.
- يوم العصيدة القطيفي على اليوتيوب.
- معرض صور لكورنيش القطيف في رمضان على جهينة الإخبارية.
- مقطع فيديو جوي لكورنيش القطيف على اليوتيوب.
- جميع أنشطة كورنيش القطيف نسخة محفوظة 10 فبراير 2020 على موقع واي باك مشين. على موقع موسم الشرقية نسخة محفوظة 30 مارس 2019 على موقع واي باك مشين..